# Jim Allevinah
Jim Allevinah (Agén, 27 de febrero de 1997) es un futbolista francés, nacionalizado gabonés, que juega en la demarcación de centrocampista para el Angers S. C. O. de la Ligue 1.

## Selección nacional
Hizo su debut con la selección de fútbol de Gabón el 23 de marzo de 2019 en un partido de clasificación para la Copa Africana de Naciones de 2019 contra Burundi que finalizó con un resultado de empate a uno tras el gol de Cédric Amissi para Burundi, y un autogol de Omar Ngandu para Gabón.

### Goles internacionales
| #  | Fecha                   | Estadio                                                 | Oponente   | Gol | Resultado | Competición                                          |
| -- | ----------------------- | ------------------------------------------------------- | ---------- | --- | --------- | ---------------------------------------------------- |
| 1  | 5 de septiembre de 2021 | Stade de Franceville, Franceville, Gabón                | Egipto     | 1–0 | 1–1       | Clasificación para la Copa Mundial de Fútbol de 2022 |
| 2  | 16 de noviembre de 2021 | Estadio Borg El Arab, Alejandría, Egipto                | Egipto     | 1–1 | 2–1       | Clasificación para la Copa Mundial de Fútbol de 2022 |
| 3  | 14 de enero de 2022     | Estadio Ahmadou Ahidjo, Yaundé, Camerún                 | Ghana      | 1–1 | 1–1       | Copa Africana de Naciones 2021                       |
| 4  | 18 de enero de 2022     | Estadio Ahmadou Ahidjo, Yaundé, Camerún                 | Marruecos  | 1–0 | 2–2       | Copa Africana de Naciones 2021                       |
| 5  | 20 de noviembre de 2022 | Atilla Vehbi Konuk Tesisleri, Antalya, Turquía          | Níger      | 1–0 | 3–1       | Amistoso                                             |
| 6  | 20 de noviembre de 2022 | Atilla Vehbi Konuk Tesisleri, Antalya, Turquía          | Níger      | 2–0 | 3–1       | Amistoso                                             |
| 7  | 19 de noviembre de 2023 | Estadio Nacional Benjamin Mkapa, Dar es-Salam, Tanzania | Burundi    | 0–1 | 1–2       | Clasificación para la Copa Mundial de Fútbol de 2026 |
| 8  | 11 de junio de 2024     | Stade de Franceville, Franceville, Gabón                | Gambia     | 1–1 | 3–2       | Clasificación para la Copa Mundial de Fútbol de 2026 |
| 9  | 20 de marzo de 2025     | Stade de Franceville, Franceville, Gabón                | Seychelles | 1–0 | 3–0       | Clasificación para la Copa Mundial de Fútbol de 2026 |
| 10 | 6 de junio de 2025      | Estadio Père Jégo, Casablanca, Marruecos                | Níger      | 1–1 | 3–4       | Amistoso                                             |

## Clubes
| Club                    | País    | Año       | Partidos | Goles |
| ----------------------- | ------- | --------- | -------- | ----- |
| SU Agen Football        | Francia | 2014-2015 |          |       |
| FC Marmande 47          | Francia | 2015-2016 | 20       | 4     |
| Aviron Bayonnais FC     | Argelia | 2016-2018 | 48       | 15    |
| Le Puy Foot 43 Auvergne | Argelia | 2018-2019 | 29       | 2     |
| Clermont Foot           | Francia | 2019-2024 | 159      | 19    |
| Angers S. C. O.         | Francia | 2024-     | 31       | 2     |